# Boy Hayje
Johan »Boy« Hayje, nizozemski dirkač Formule 1, * 3. maj 1949, Amsterdam, Nizozemska.
Debitiral je v sezoni 1976, ko je nastopil le na domači dirki za Veliko nagrado Nizozemske in z dirkalnikom Penske PC3 manjšega moštva F&S Properties odstopil v triinšestdesetem krogu zaradi okvare pogonske gredi. V naslednji sezoni 1977 je z dirkalnikom March 761 nastopil na šestih dirkah, toda kvalificirati se mu je uspelo le na dirko za Veliko nagrado Južne Afrike, kjer je odstopil v triintridesetem krogu zaradi okvare menjalnika, in Veliko nagrado Belgije, kjer je sicer dirko končal, toda zaradi več kot sedmih krogov zaostanka za zmagovalcem ni bil uvrščen. Kasneje ni več dirkal v Formuli 1, je pa v naslednji sezoni 1978 nastopil na domači dirki  Britanske Formule 1 International Whitsuntide Race na dirkališču Zandvoort, kjer je zasedel tretje mesto, nato pa se je upokojil kot dirkač.

## Popolni rezultati Formule 1
(legenda) (odebeljene dirke pomenijo najboljši štartni položaj, poševne pa najhitrejši krog, †-uvrščen kljub odstopu)
| Leto | Moštvo               | Šasija     | Motor       | 1   | 2   | 3       | 4    | 5       | 6       | 7      | 8       | 9   | 10  | 11  | 12      | 13      | 14  | 15  | 16  | 17  | Prv | Toč |
| ---- | -------------------- | ---------- | ----------- | --- | --- | ------- | ---- | ------- | ------- | ------ | ------- | --- | --- | --- | ------- | ------- | --- | --- | --- | --- | --- | --- |
| 1976 | F&S Properties       | Penske PC3 | Cosworth V8 | BRA | JAR | ZZDA    | ŠPA  | BEL     | MON     | ŠVE    | FRA     | VB  | NEM | AVT | NIZ Ret | ITA     | KAN | ZDA | JAP |     | -   | 0   |
| 1977 | RAM / F&S Properties | March 761  | Cosworth V8 | ARG | BRA | JAR Ret | ZZDA | ŠPA DNQ | MON DNQ | BEL NC | ŠVE DNQ | FRA | VB  | NEM | AVT     | NIZ DNQ | ITA | ZDA | KAN | JAP | -   | 0   |